# Mongaillardia eveana
Mongaillardia eveana är en kvalsterart som beskrevs av Grandjean 1961. Mongaillardia eveana ingår i släktet Mongaillardia och familjen Amerobelbidae. Inga underarter finns listade i Catalogue of Life.